# De Duivelsprinsen
De Duivelsprinsen (Demon princes) is een romanreeks in vijf delen van Jack Vance. In de reeks wordt beschreven hoe de hoofdpersoon Kirth Gersen wraak neemt op de vijf aartsmisdadigers, de duivelsprinsen, die in zijn jeugd zijn hele dorp uitgemoord of in slavernij afgevoerd hebben, met uitzondering van zijn grootvader en hemzelf.
Elk van de delen beschrijft hoe hij met veel flair, list en inventiviteit een duivelsprins opspoort en ombrengt.
- De Sterrekoning (Star King, 1964)
- De Moordmachine (The Killing Machine, 1964)
- Het Paleis van de Liefde (The Palace of Love, 1967)
- Lens Larque (The Face, 1979)
- Het Boek der Dromen (The Book of Dreams, 1981)